# Azhar (Ägypten)

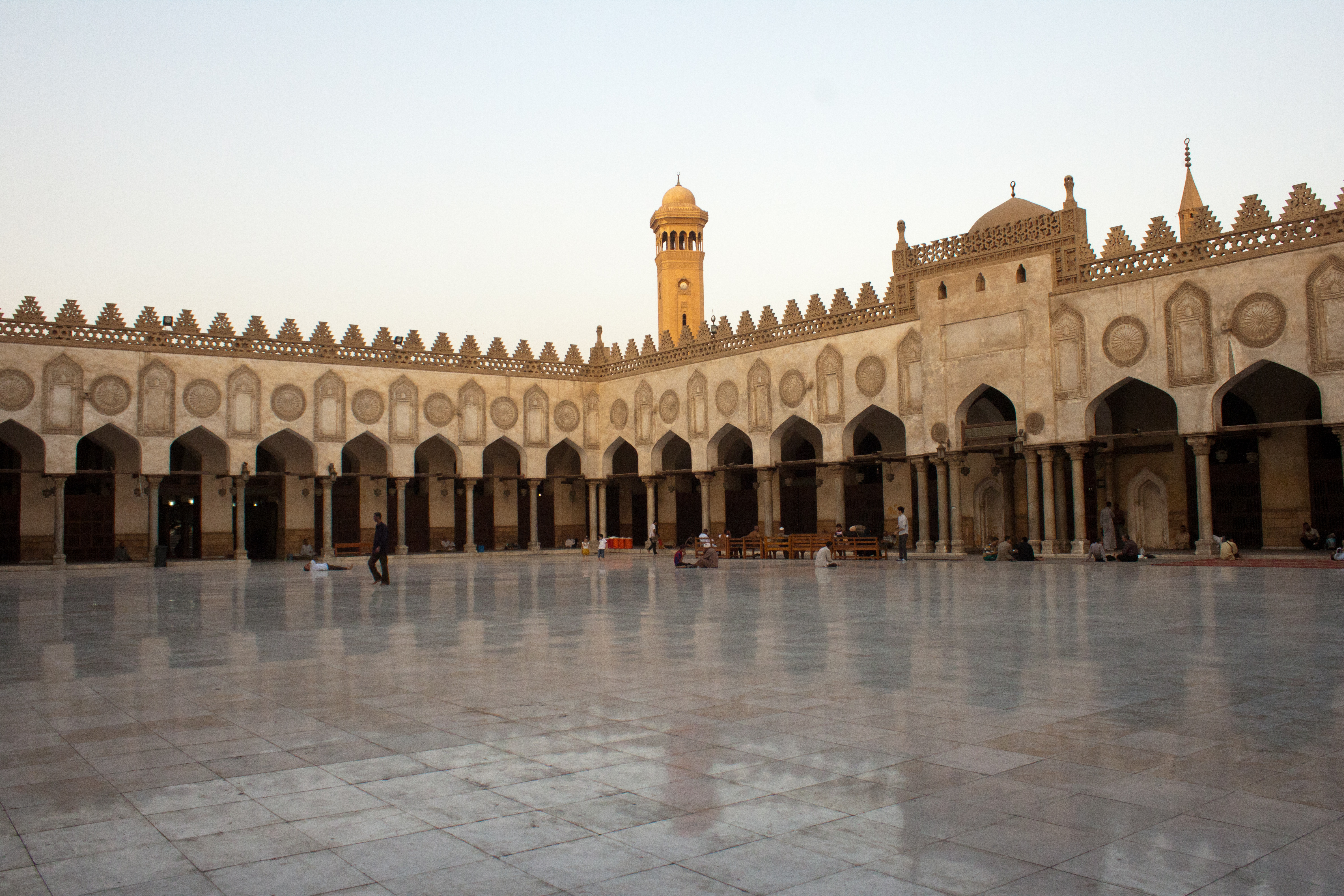
Azhar-Moschee

Die Azhar (arabisch الأزهر) ist eine islamische wissenschaftliche Institution von internationalem Rang, die ihren Sitz in Kairo hat und vom ägyptischen Staat unterhalten wird. Sie umfasst die Azhar-Universität, die Akademie für islamische Untersuchungen, die voruniversitären Azhar-Institute und die Azhar-Moschee und wird von einem islamischen Gelehrten, dem Scheich al-Azhar, geleitet. Der Lehrbetrieb an der Azhar wurde 988 begonnen, womit die Institution eine der ältesten islamischen Hochschulen der Welt darstellt. Ihr Name ist von az-Zahrā'  abgeleitet, einem Beinamen von Fatima, der jüngsten Tochter des Propheten Mohammed. Die Aufgaben der Azhar sind im ägyptischen Gesetz Nr. 103 vom 5. Juli 1961 festgelegt, das auch als das „Azhar-Gesetz“ (qānūn al-Azhar) bekannt ist.
Nach Artikel 2 dieses Gesetzes ist die Azhar „eine islamische wissenschaftliche Großkörperschaft, die sich darum bemüht, das islamische Erbe zu bewahren, zu studieren, offenzulegen und zu verbreiten, das anvertraute Gut der islamischen Botschaft an alle Völker weiterträgt und darauf hinarbeitet, die Wahrheit über den Islam und seinen Einfluss auf den Fortschritt der Menschheit, die Entwicklung der Zivilisation, die Aufrechterhaltung des Friedens, der Ruhe und des Seelenfriedens aller Menschen im Diesseits und Jenseits aufzuzeigen“. Die Azhar wird global als eine wichtige Stimme des moderaten Wasatīya betrachtet, ihre Fatwas werden weltweit sowohl von progressiven Muslimen als auch Regierungen nachgefragt, und sie ist ein wichtiger Anlaufpunkt für junge muslimische Gelehrte aus dem Westen und der islamischen Welt. Durch ihre Allianz mit der Regierung von General Abd al-Fattah as-Sisi hat sie in den letzten Jahren allerdings etwas von ihrer moralischen Autorität eingebüßt.

## Struktur

### Gesamtkörperschaft der Azhar

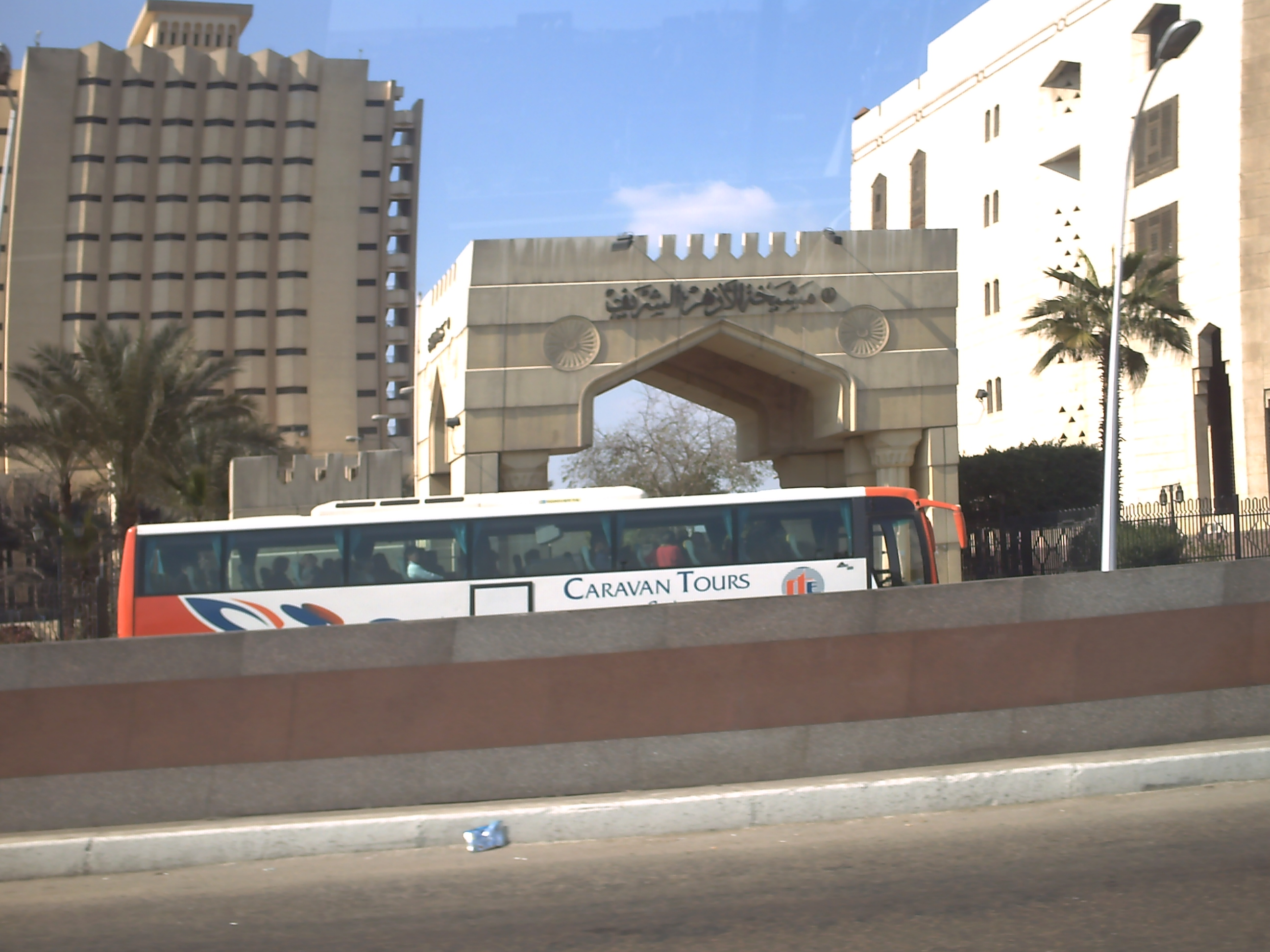
Der Amtssitz des Scheich al-Azhar in Kairo

Die Gesamtkörperschaft der Azhar setzt sich nach Art. 8 des Azhar-Gesetzes aus insgesamt fünf Körperschaften zusammen: 1. dem „obersten Azharrat“ (al-maǧlis al-aʿlā li-l-Azhar), 2. der Akademie für islamische Untersuchungen (maǧmaʿ al-buḥūṯ al-islāmīya), 3. dem „Amt für Kultur und Islamische Studienmissionen“ (idārat aṯ-ṯaqāfa wa-l-buʿūṯ al-islāmīya), 4. der „Azhar-Universität“ (ǧāmiʿat al-Azhar) und den „Azharinstituten“ (al-maʿāhid al-azharīya). Geistliches Oberhaupt der Gesamtkörperschaft der Azhar ist nach Art. 4. der Scheich al-Azhar. Er steht dem obersten Azharrat vor und wird auch als der „Groß-Imam“ (al-imām al-akbar) bezeichnet. Der jetzige Groß-Imam ist Ahmed el-Tayeb, der zuvor zwei Jahre lang Groß-Mufti der Arabischen Republik Ägypten war. Nach Artikel 3 des Azhar-Gesetzes wird vom ägyptischen Staatspräsidenten ein „Minister für die Angelegenheiten der Azhar“ (wazīr li-šuʾūn al-Azhar) ernannt. Er war in der Vergangenheit mehrfach mit dem Scheich al-Azhar identisch wie im Falle von ʿAbd al-Halīm Mahmūd.

### Akademie für islamische Untersuchungen
Die Akademie für islamische Untersuchungen ist ein Gremium von fünfzig Gelehrten, das sich mit der Klärung kontroverser islamischer Fragen befasst, internationale islamische Konferenzen abhält und in Ägypten zum Teil auch Zensuraufgaben wahrnimmt. Die Akademie gibt auch die Azhar-Zeitschrift (Maǧallat al-Azhar) heraus und ist für die „Stadt der islamischen (Studien)missionen“ (Madīnat al-buʿūṯ al-islāmīya) zuständig, in der Studierende aus verschiedenen islamischen Ländern leben, die hier mit der azharitischen Form des sunnitischen Islams vertraut gemacht werden sollen.

### Azhar-Universität
Die Azhar-Universität ist heute über zahlreiche Standorte in ganz Ägypten verteilt und hat einen männlichen und einen weiblichen Zweig. Im männlichen Zweig gibt es heute insgesamt 43 Fakultäten: sechs Fakultäten für Theologie (uṣūl ad-dīn) und islamische Mission (Daʿwa), fünf juristische Fakultäten, sieben Fakultäten für Arabische Sprache (al-luġa al-ʿArabīya), sechs Fakultäten für islamische Wissenschaften (ad-dirāsāt al-islāmīya), drei medizinische Fakultäten, zwei Fakultäten für Zahnmedizin, zwei pharmazeutische Fakultäten, zwei ingenieurwissenschaftliche Fakultäten, zwei landwirtschaftliche Fakultäten, zwei Fakultäten für Landwirtschaftstechnik, zwei erziehungswissenschaftliche Fakultäten, eine handelswissenschaftliche Fakultät, eine Fakultät für Sprachen und Übersetzung, eine medienwissenschaftliche Fakultät und eine naturwissenschaftliche Fakultät.
Der weibliche Zweig der Azhar-Universität hat 26 Fakultäten: 13 Fakultäten für islamische und arabische Studien, zwei handelswissenschaftliche Fakultäten, jeweils eine Fakultät für Medizin, Zahnmedizin, Pharmazie, Ingenieurwissenschaften, Naturwissenschaften, Pflegewissenschaft, Humanwissenschaften und Hauswirtschaftslehre sowie zwei allgemeine Mädchenfakultäten. Der religiöse Charakter der Universität bedingt, dass die Studierenden neben ihrer beruflich-wissenschaftlichen Qualifikation jeweils auch immer eine religiös-islamische Ausbildung erhalten.
Der Lehrkörper der Azhar-Universität besteht heute aus rund 16.000 Lehrenden. An der Spitze des Verwaltungsapparates steht der „Direktor der Azhar-Universität“ (mudīr ǧāmiʿat al-Azhar). Die Bedeutung der Azhar-Universität lässt sich auch an der Zahl der Studierenden ablesen, die völlig außerhalb dessen steht, was an amerikanischen oder europäischen Universitäten üblich ist: Im Jahr 2006 waren an der Azhar etwa 450.000 Studierende eingeschrieben.

### Azhar-Institute

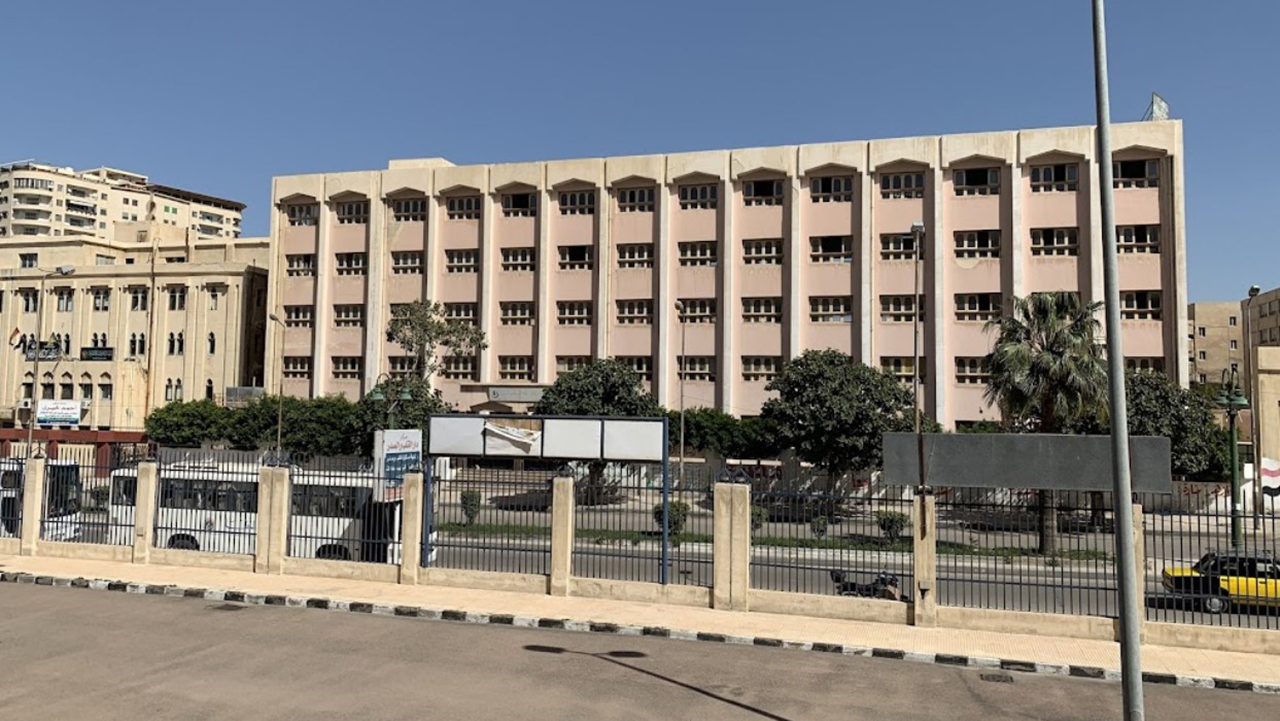
Ein Azhar-Institut in Alexandria

Neben der Azhar-Universität gibt es als weitere Bildungsinstitutionen die Azhar-Institute, die eine Ausbildung auf der Primarstufe, Mittelstufe und Sekundarstufe anbieten, wobei jede Stufe vier Schuljahre umfasst. Sie verfügen über eine eigene Generalverwaltung. Der Aufbau Institutsnetzes erfolgte sukzessive. Während es 1963 in Ägypten nur 57 Primar- und 26 Sekundarinstitute gab, stieg die Gesamtzahl der Azhar-Institute bis zum Jahr 2006 auf insgesamt 7.800 Einrichtungen. Sie wurden von insgesamt 1.748.763 Schülern und Schülerinnen besucht. Davon besuchten 1.080.807 die Primarstufe, 343.563 die Mittelstufe und 282.785 die Sekundarstufe.
Der Zweck der Al-Azhar-Institute besteht nach den Ausführungsbestimmungen des Azhar-Gesetzes von 1961 darin, „ihren Schülern ein ausreichendes Maß an islamischer und arabischer Kultur sowie das Wissen und die Erfahrungen zu vermitteln, mit denen Schüler an den entsprechenden (sc. allgemeinen) Schulen ausgestattet werden, damit sie mit den notwendigen Werkzeugen und Fähigkeiten ins Leben gehen zu können, um ihnen einen Eintritt in die Fakultäten der Al-Azhar-Universität zu ermöglichen und gleiche Chancen im Bereich Arbeit und Produktion sowie gleiche Zugangsmöglichkeiten zu Fakultäten anderer Universitäten zu bieten.“
Azhar-Institute mit besonderen Aufgaben sind die "Institute für die islamischen Studienmissionen" (maʿāhid al-buʿūṯ al-islāmīya) für Ausländer, die an der Azhar studieren wollen, das "Modellinstitut" (al-maʿhad an-namūḏaǧī), ein pädagogisches Versuchsinstitut, und die "Institute für Koranrezitation" (maʿāhid al-qirāʾāt).

## Geschichte

### Anfänge und frühe Entwicklung
Keimzelle der Azhar war die Azhar-Moschee, die der fatimidische General Dschauhar as-Siqillī im Jahre 360 d. H. (nach der Hidschra) (970/71 n. Chr.) als Freitagsmoschee in der neuen fatimidischen Residenzstadt al-Qāhira errichtete. Sie wurde im Ramadan 361 d. H. (Juni/Juli 972) fertiggestellt und diente mehr als vierzig Jahre lang als Hauptmoschee der Fatimiden, bis diese Funktion im Jahre 1013 an die al-Hakim-Moschee überging.
Wissenschaftliche Studien begannen in der Azhar-Moschee bereits im Oktober 975, nach islamischer Zeitrechnung im Monat Ramadan 365 d. H. Oberrichter Abul Hasan Ali ibn an-Nu'man, ein Sohn von an-Nuʿmān, dozierte in seinen Vorlesungen über ein wichtiges Werk der schiitischen Jurisprudenz. Die eigentliche theologische Hochschule wurde 988 während der Herrschaft der Fatimiden durch den Großwesir Yaqub ibn Killis (979–991) in Kairo gegründet. Sie entstand als Bildungszentrum, Schwerpunkt der Lehre waren die Theologie und die Rechtswissenschaft (Fiqh). Im 10. Jahrhundert wurden zudem wegweisende anatomische Studien durch Ali Nimr Ibn Ali Nu'man, einem Neffen des berühmten Oberrichters Abul Hasan Ali ibn an-Nu'man, durchgeführt. Diese Grundlagenstudien zur Methodik der Sektion haben maßgeblichen Einfluss auf Avicennas medizinische Studie gehabt. Die Azhar entstand als Einrichtung der ismailitischen Schia und wurde 1171 sunnitisch.
Für die Studenten und das Lehrpersonal wurden Unterkunft und Verpflegung gestellt. Als das eigentliche "goldene Zeitalter" der Azhar gilt die Mamlukenzeit, als Gelehrte wie Ibn Chaldūn und Ibn Hadschar al-ʿAsqalānī hier tätig waren. Der Historiker al-Maqrīzī berichtet, dass im Jahre 815 d. H. (1415/16 n. Chr.) insgesamt 750 Studenten aus Ägypten und zahlreichen anderen Regionen wie dem Maghreb und Persien in der Moschee lebten, den Koran rezitierten, Fiqh, Hadith, Tafsīr und arabische Grammatik studierten, Predigten lauschten und Dhikr-Sitzungen abhielten. Allerdings war die Azhar in dieser Zeit nur eine von vielen Bildungsinstitutionen in Kairo. Wie al-Maqrīzī berichtet, gab es damals insgesamt 70 Madrasa-Schulen in der Stadt.

### Die Entwicklung des Riwāq-Systems
Die Studierenden an der Azhar waren in Quartieren zusammengefasst, die als Riwāq („Portikus, Säulenhalle“) bezeichnet wurden. Sie dienten ihnen als Räumlichkeiten zum Wohnen, Schlafen und Arbeiten. Al-Maqrīzī beschreibt, dass die Studierenden zu seiner Zeit auf vier Riwāqe aufgeteilt waren, den ʿAdschamī-Riwāq für Perser und Kurden, den Zaylaʿī-Riwāq für Studierende aus Ostafrika, den Riyāfa-Riwāq für Studierende aus dem ländlichen Ägypten und den Maghribī-Riwāq für Nordafrikaner. Bis zur Mitte des 17. Jahrhunderts stieg die Anzahl der Riwāqe auf 14 an. Auf Bitte des aus Sannār stammenden Scheichs Muhammad ʿAlī Wadāʿa ließ Muhammad Ali Pascha einen neuen Riwāq speziell für die sudanesischen Studenten errichten. Er wurde Riwāq as-Sannārīya genannt.
Die Situation im Jahre 1823 beschreibt Félix Mengin in seiner Histoire de l'Égypte. Jedes Land hatte zu dieser seinen eigenen Riwāq. Es gab Quartiere für Syrer, Perser, Kurden, Nubier, Türken, Inder, Maghrebiner, Bewohner des Hedschas, Bagdad, Somalia und Westafrika, aber auch für inländische Studenten aus Oberägypten, al-Buhaira, asch-Scharqīya, al-Gharbīya und al-Faiyūm. Die Studenten, die in die Riwāqs aufgenommen wurden, nahmen am Unterricht teil und beschäftigten sich nur mit Lesen. Nur unter dieser Bedingung wurde ihnen der Zutritt gewährt. Sie wurden von den Einkünften der Moschee unterhalten. Jeder Riwāq hatte einen Inspektor (nāẓir), der dem Hauptdirektor unterstand und für die Aufsicht zuständig war. Alle zwei Tage wurden 38 Zentner Brot und das Öl für die Beleuchtung verteilt. Am Ende eines jeden Monats wurden die Studenten mit einem kleinen Geldbetrag unterstützt. Der Unterhalt der Moschee und ihrer Nebengebäude belief sich auf 1260 Stipendien pro Jahr. Ein Teil dieser Summe wurde von der Regierung bezahlt, der andere Teil stammte aus dem Einkommen der Immobilien, die der Moschee gehören: Geschäfte, Häuser und Läden, die von ihren Eigentümern gestiftet worden waren. Das heißt, in den frühen 1820er Jahren erhielt die Azhar noch Einnahmen aus Waqf-Stiftungen.
Als der französische Reisende Laorty-Hadji um 1829 Kairo besuchte, erhielten die Studenten solche Einnahmen allerdings nur noch während der Ramadan-Feiertage, da Muhammad Ali Pascha bis dahin sämtliches Ackerland der Moscheen beschlagnahmt hatte und die Einnahmen der Azhar dadurch erheblich zurückgegangen waren. Seit der Beschlagnahmung des Eigentums der Einrichtung war die Zahl ihrer Studenten stark zurückgegangen; zum Zeitpunkt von Laorty-Hadjis Reise waren es nur 1.500. Edward William Lane bestätigt diese Aussage, schränkt sie allerdings insofern ein, als nach seiner Beobachtung der starke Rückgang der Studenten nur diejenigen betraf, die keinem Riwāq zugeteilt waren.

### Erste Reformen und die Einführung des ʿĀlimīya-Diploms
Einer der ersten modernen Reformdenker an der Azhar war der maghrebinische Gelehrte Hasan al-ʿAttār, der von 1830 bis 1834 als Scheich der Azhar fungierte. In seinem Superkommentar zum Usūl-al-fiqh-Kompendium von Tādsch ad-Dīn as-Subkī formulierte er eine beißende Kritik an dem beschränkten Lehrkanon und der geistigen Enge der Azhar-Ausbildung. Er erlaubte in einer Fatwa anatomische Obduktionen und lobte 1832 Clot Bey, den französischen Direktor der ägyptischen Medizinschule, der die Einführung von medizinischen Autopsien forderte. Al-ʿAttār war jedoch unter den zeitgenössischen Gelehrten weitgehend isoliert und wurde von ihnen teilweise wegen seiner unkonventionellen Ansichten schikaniert.

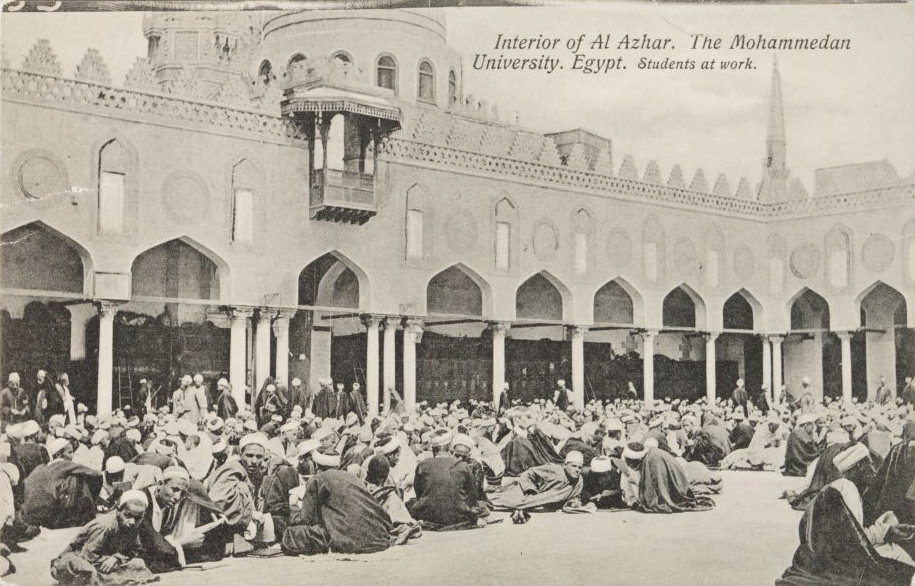
Innenhof der Azhar zu Anfang des 20. Jahrhunderts, hier schon als „Universität“ bezeichnet, obwohl sie offiziell erst 1936 diesen Status erhielt.

Eine erste wirkliche Reform der Azhar fand unter dem Khediven Ismail Pascha statt, der 1872 als neues Abschlussdiplom die ʿālimīya (von ʿālim "Gelehrter") einführte, die die traditionelle Autorisierung durch Idschāza ablöste. Auf diese Weise sollte der durch keine gesetzlichen Vorschriften geregelte Unterricht in ein verbindliches System gebracht werden. Die Azhar blieb weiter ein bedeutendsten Zentren islamischer Gelehrsamkeit und zog Studierende aus allen Ländern an. In den 1880er Jahren pries der ägyptische Erziehungsminister ʿAlī Pascha Mubārak (gest. 1893) die Diversität der Gemeinschaft der Lernenden an der Azhar mit den Worten:

„Jeden Augenblick nimmt sie an Popularität und Ruhm in den fernen Ländern zu. Man kommt zu ihr aus allen Ländern des Islams, um  die Scharia-, Vernunft- und Traditionswissenschaften zu erlernen und an ihrem stetigen Vorlesungen teilzunehmen, bei denen Koryphäen der Wissenschaft und der Hadith-Überlieferung, Autoren und Dozenten, den Vorsitz innehaben. Du findest unter den Ansässigen Tausende und Abertausende aus verschiedenen Volksgruppen, Leute des Hedschas, des Jemen, aus Sindh und Indien, aus dem Sudan, aus Südostasien (Ǧāwa), Bagdad, dem Maghreb, der Levante, aus Sulaimānīya, Türken und Kurden, neben einer großen Anzahl aus ägyptischen Gebieten, Oberägypten, al-Buhaira, al-Faiyūm, asch-Scharqīya und al-Gharbīya. Jede dieser Volksgruppen hat an ihren Seiten einen eigenen Riwāq. Wahrscheinlich ist sie der berühmteste Flecken nach den drei Moscheen (sc. in Mekka, Medina und Jerusalem). Sie ist die universale Moschee, die blühende Azhar (al-ǧāmiʿ al-ǧāmiʿ, al-Azhar al-azhar).“

### Einsetzung des Azhar-Direktoriums und frühe Azhar-Gesetze
Am 3. Januar 1895 ordnete der Khedive ʿAbbās Hilmī die Einsetzung eines ständigen Ausschusses an, der „Direktorium der Azhar“ (maǧlis idārat al-Azhar) genannt wurde und mit der Untersuchung der Neuordnung der Unterrichtsregeln, der Organisation der Riwāqe und ihrer Mittel, der Ränge der Gelehrten und ihrer Regulierung, der als Ehrenroben (kasāwī at-tašrīf) bekannten Sonderauszeichnungen und mit „allem, was mit der Verbesserung der Moschee und der Fortsetzung ihres Erfolgs zu tun hat,“ betraut wurde. Er setzte sich aus Mitgliedern der Azhar und Mitgliedern von außerhalb zusammen. Dieses von Muhammad ʿAbduh geforderte Reform bereitete eine größere Reform der Institution vor. Schon am Ende desselben Monats verkündete es seinen ersten Reformkodex. Er sah vor, dass Prüfer mindestens zwölf Jahre studiert haben mussten, beschränkte die Prüfungszeit auf zehn Tage und schuf eine neue Auszeichnung für diejenigen Studenten, die sich optionalen Prüfungen in Fächern wie Arithmetik, Algebra und Geschichte unterzogen hatten.
Ein Gesetz vom 1. Juli 1896 verfügte, dass das Azhar-Direktorium aus drei Gelehrten der Azhar und zwei Gelehrten der Regierung bestehen sollte. Es legte als Zulassungsvoraussetzung für Schüler ein Alter von 15 Jahren fest sowie die Fähigkeit, lesen und schreiben zu können und die Hälfte des Koran auswendig zu kennen. Es organisierte die Lehrpläne neu, verbot den Unterricht von Glossen für neue Schüler und beschränkte ihn für die älteren. Nach einem mindestens 8-jährigen Studium konnten die Schüler das Diplom der ahlīya und nach 12 Jahren dasjenige der ʿĀlimīya erwerben. Durch das Gesetz wurden außerdem moderne Fächer eingeführt, die entweder obligatorisch (z. B. Elemente der Arithmetik, Algebra) oder fakultativ (z. B. Geschichte des Islams, Briefstellerei, Elemente der Geographie usw.) waren. Auch die Länge der Ferien wurde festgelegt. Des Weiteren wurde ein medizinischer Offizier ernannt, der für die Gesundheit und Hygiene zuständig war. Auch wurde eine Liste mit vorgeschriebenen Texten für den Lehrplan erstellt. Die Umsetzung des Gesetzes stieß allerdings auf heftigen Widerstand, der auch in der Presse zum Ausdruck kam. Wenn der Scheich eines Riwāqs oder sein Stellvertreter seine Pflichten vernachlässigte, wurden gegen ihn nach dem Gesetz von 1896 finanzielle Disziplinarmaßnahmen verhängt.
Im Frühjahr 1897 wurden als maximale Studienzeit für die Erlangung des ʿĀlimīya-Diploms 15 Jahre festgesetzt. Außerdem wurden mehrere pädagogischen Vorschriften eingeführt: Scheich sollten ihren Unterricht vorbereiten, nach einem Feiertag kurze Besprechungen durchführen, Abschweifungen, spekulative oder strittige Argumente und verwirrende Ausdrücke im Unterricht vermeiden und ihren Unterricht so gestalten, dass er eine Dauer von ein bis zwei Stunden nicht überschreitet. Bei Zuwiderhandlungen drohten Geldstrafen. 1897 wurde außerdem eine Zentrale Bibliothek für die Azhar eingerichtet.
Im Jahre 1901 hatte die Azhar 250 ʿUlamā' und 10.403 Studenten. Ein weiteres Gesetz, das 1910 von einer Reformkommission ausgearbeitet wurde und 1911 in Kraft trat, legte fest, dass der Rektor der Azhar durch den Khediven nominiert wurde, vergrößerte das Direktorium, das jetzt aus Rektor, den Scheichen der vier Rechtsschulen, dem Generaldirektor der Stiftungen und drei vom Ministerrat ernannten Mitgliedern bestand, und schuf ein Gremium von 30 erstrangigen Gelehrten (haiʾat kibār al-ʿulamāʾ), aus dem auch der Rektor gewählt wurde. In den nachfolgenden Jahren erlebte die Azhar eine starke Expansion: Die Zahl der Studenten (inklusive der Schüler an den angeschlossenen religiösen Instituten) stieg bis zum Jahr 1918 auf insgesamt 15.836 Personen.

### Ausbau zur Universität und Neugliederung
Eine neue Verfassung, die am 16. November 1930 verabschiedet wurde, brachte eine weitere Reform. Die Azhar erhielt nun drei Fakultäten: eine für Theologie (uṣūl ad-dīn), eine für islamisches Recht (aš-šarīʿa al-islāmīya) und eine für arabische Sprache (al-luġa al-ʿArabīya). Dem Tribunal der erstrangigen Gelehrten wurde die Kompetenz zugesprochen, darüber zu urteilen, ob Gelehrte sich einer Handlung schuldig gemacht hatten, die gegen die Würde ihres Amtes verstieß. Die Zusammensetzung des Beirats wurde verändert: Die Scheiche der vier Rechtsschulen wurden durch die Scheiche der drei Fakultäten ersetzt, und der Rat durch den Großmufti vervollständigt. Weiterhin wurde festgelegt, dass neue Studierende bei Aufnahme des Studiums nicht älter als 16 Jahren sein durften. Als Reaktion auf die zunehmende Anzahl von Fatwa-Anfragen, die von anderen Ländern aus an die Azhar-Leitung herangetragen wurden, richtete Muhammad Mustafā al-Marāghī am 11. August 1935 ein zwölfköpfiges Fatwa-Komitee an der Azhar ein, das aus einem Vorsitzenden, jeweils drei hanafitischen, malikitischen und schafiitischen und zwei hanbalitischen Mitgliedern bestand.
Die Verfassung von 1930 wurde am 26. März 1936 durch ein neues Gesetz abgelöst. Mit diesem wurden die drei Azhar-Fakultäten zu einer Universität (ǧāmiʿa) zusammengefasst, die nun strukturell von den Azharinstituten getrennt wurde. An der Azhar-Universität selbst wurden als neue Qualifikationswege Diplomarbeiten und Dissertationen eingeführt. Als die beiden Kernaufgaben der Azhar wurden in dem Azhar-Gesetz von 1936 definiert: 1. die Bewahrung und Verbreitung des religiösen Gesetzes, seiner Prinzipien und der Wissenschaften, die sich davon ableiten, sowie der arabischen Sprache zu betreiben; 2. ʿUlamāʾ auszubilden, denen die Vermittlung der religiösen und philologischen Wissenschaften in den Schulen und anderen Unterrichtsstätten sowie die Ausübung der mit dem Religionsgesetz verbundenen öffentlichen Funktionen anvertraut ist. Die voruniversitäre Ausbildung wurde in zwei Stufen eingeteilt, nämlich die Primarstufe mit vier Jahren und die Sekundarstufe mit fünf Jahren. Auf beiden Stufen umfasste der Lehrplan religiöse Wissenschaften, Arabisch und andere Fächer. Zu diesen anderen Fächern gehörten auf der Primarstufe Geschichte, Geographie, Mathematik, Hygiene, Zeichnen und Kalligraphie und auf der Sekundarstufe Logik, Debattieren (adab al-baḥṯ), Physik, Chemie, Biologie, Geschichte und Geographie.

### Das Azhar-Gesetz von 1961
Im Jahre 1955, nach der Revolution der freien Offiziere und der Machtergreifung von Gamal Abdel Nasser, machte der ehemalige Erziehungsminister Tāhā Husain den Vorschlag, die Azhar-Universität in eine theologische Fakultät umzuwandeln, die in eine moderne Universität integriert werden sollte. Im Juni 1961 verabschiedete die ägyptische Nationalversammlung das Gesetz Nr. 103 von 1961, das eine umfassende Reform der Azhar vorsah. Diese Reform griff die Ideen Husains auf, kehrte jedoch ihre Richtung um. Anstatt die Azhar in eine moderne Hochschule zu integrieren, wurde das moderne Bildungssystem in die Azhar integriert. So wurden vier neue Fakultäten für Wirtschafts- und Verwaltungswissenschaften, Ingenieurwissenschaften, Medizin und Landwirtschaftslehre sowie eine Fakultät für Frauen eröffnet. Wie Mahmūd Schaltūt, der Scheich al-Azhar, der hinter der Reform stand, in einem Aufsatz erläuterte, war das Ziel der Reform, die Schranken zwischen den Absolventen der Azhar und denen der staatlichen Schulen und Universitäten zu beseitigen und Chancengleichheit in den Bereichen der Wissenschaften und der Berufe zu erreichen. Durch das Gesetz von 1961 erhielt die Azhar zum ersten Mal einen internationalen Missionsauftrag. Andererseits verlor sie durch das Gesetz aber auch ihren halbautonomen Status.
Die voruniversitäre Ausbildung der Azhar wurde mit dem Gesetz von 1961 in drei Stufen gegliedert: die Primarstufe mit sechs, die Mittelstufe mit vier und die Sekundarstufe mit fünf Jahren, was eine Gesamtdurchlaufzeit von 15 Jahren ergab. Mittelstufe und Sekundarstufe wurden aber 1967 um jeweils ein Jahr verkürzt, so dass dann die Gesamtdurchlaufzeit bei 13 Jahren lag. Zur Verbesserung des Fremdsprachenunterrichts im Grundstudium aller Fakultäten wurde 1965 ein eigenes "Institut für Sprachen und Übersetzung" gegründet, an dem fortan auch Sprachen der nichtislamischen Welt gelehrt wurden. Im gleichen Jahr wurde auch eine "Oberabteilung für islamische und arabische Studien" gegründet, deren Aufgabe es war, ein Studienprogramm anzubieten, das in den Gesamtbereich der traditionellen islamischen Bildung einführt.

### Entwicklung nach 2011
Nachdem die Azhar 1961 ihre Autonomie und finanzielle Unabhängigkeit gegenüber dem ägyptischen Staat verloren hatte, musste die Azhar-Führung immer wieder kontroverse politische Positionen des Staates sowie Einschränkungen politischer Freiheit rechtfertigen. Dennoch behielt sie einigen Einfluss in der ägyptischen Gesellschaft. Dies lag vor allem an dem pluralistischen Charakter der in der Azhar gepflegten Gelehrtentradition, die offen ist für alle vier sunnitischen Rechtsschulen, für Anhänger der Muslimbruderschaft und der Salafi-Bewegungen. So übten auch immer Gelehrte aus dem Azhar-System offizielle Positionen der Azhar-Führung. Die Existenz dieser Gelehrten hat es der Öffentlichkeit ermöglicht, zwischen der manchmal staatlich erzwungenen offiziellen Position der Azhar und unabhängigen Positionen von solchen Gelehrten, die zur Azhar gehören, zu unterscheiden.
Während des Arabischen Frühling eröffneten Azhar-Gelehrte zwei neue islamische Institutionen: Schaich al-ʿAmūd und Dār al-ʿImād. Obwohl die Azhar zu der Regierung von Mohammed Mursi ein sehr angespanntes Verhältnis hatte, enthielt die von dieser Regierung erstellte Verfassung von 2012 einige Schutzbestimmungen für die Azhar. Mit der Amtsenthebung der Mursi-Regierung im Juli 2013 wurde diese Verfassung jedoch außer Kraft gesetzt. Groß-Imam Ahmad al-Tayyib entschied sich in dieser Situation, General Abd al-Fattah as-Sisi zu unterstützen. Zu dem gewaltsamen Vorgehen des Staates bei dem Massaker der Rābiʿa-al-ʿAdawiyya-Moschee 2013 schwieg die Azhar, und mehrere prominente Azhar-Gelehrte wie ʿAlī Dschumʿa sprachen sich für eine Verfolgung der Muslimbruderschaft aus. Dadurch büßte die Institution an moralischer Autorität ein.
As-Sisi hat zahlreiche Reden an die Azhar-Gelehrten gehalten, in denen er genaue Anweisungen gab, wie die Gelehrten bestimmte Fragen angehen sollten und welche Bereiche des Fiqh aus dem Azhar-Curriculum gestrichen werden sollten. Die unter as-Sisi durchgeführten Reformen haben dazu geführt, dass einige Themen des islamischen Rechts, die im Widerspruch zu modernen Werten stehen, wie Sklaverei, Dschizya und Dschihad, ohne Beratung mit den Gelehrten aus dem Lehrplan gestrichen wurden.
Der israelische Terrorismus-Experte Michael Barak wirft der Azhar vor, in den Jahren nach 2013 von einem mäßigenden zu einem radikalen Faktor gewandelt zu haben und Positionen der Muslimbruderschaft und der Hamas zu teilen. Das gezielte Töten von israelischen Zivilisten habe sie in einer Fatwa für legitim erklärt.

## Bekannte Absolventen
Zu den bekanntesten ehemaligen Studenten und Dozenten der Universität gehören Mohammed Amin al-Husseini, Yusuf al-Qaradawi, Jakup Hasipi, Muhammad Sayyid Tantawi, Maumoon Abdul Gayoom und Ezzat Abou Aouf. Heute gibt es auch viele europäische und nordamerikanische „Azhari“, viele von ihnen sind Konvertiten.